# Crimson Glo
Crimson Globe es una variedad cultivar de ciruelo (Prunus salicina), de las denominadas ciruelas japonesas,
Las frutas tienen un tamaño grande, color de piel violeta a rojo oscuro, pulpa de color rojo carmín, de textura carnosa crujiente, y sabor agradable muy dulce con alto nivel de °Brix (14).

## Sinonimia
- "CRIMSON GLO C.O.V. UE 25353",
- "Crimson Glow",
- "Crimson Globe".

## Historia
'Crimson Globe' variedad de ciruela (Prunus salicina), de las denominadas ciruelas japonesas, desarrollada en 2002, y cultivada de forma exclusiva por el grupo "Zaiger Genetics", ubicado en California (Estados Unidos), mediante el cruce de las variedades 'Prunus Laneda' como "Parental Madre" x el polen de 'Prunus Queen Ann' como "Parental Padre".
Está cultivado en varios países bajo licencia, entre ellos España.

## Características
'Crimson Globe' árbol de porte extenso, vigoroso, semi erguido. Su floración tiene lugar en abril, con flores blancas. Polinizadores adecuados un Prunus cerasifera (El ciruelo Myrobolan) será eficaz. Las flores deben aclararse mucho para que los frutos alcancen un calibre más grueso. Tiene un tiempo de floración precoz.
'Crimson Globe' tiene una talla mediana, de forma redondeada, achatada en ambos polos, pudiendo ser de simétrica o disimétrica, con un calibre de 50/55 mm; epidermis tiene una piel con escasa pruina, el color de su epidermis adquiere diferentes matices de color en el proceso de maduración, de violeta al predominante rojo oscuro, presenta lenticelas abundantes de tamaño pequeño, claras, la cavidad peduncular donde suele estar hendida y formando pequeño surco; pulpa de color rojo carmín, de textura carnosa, firme, crujiente jugosa, y sabor acidulado muy agradable muy dulce con altos niveles de grado °Brix (14).
Hueso muy adherente de tamaño mediano, elíptico redondeado, semi globoso, con zona ventral amplia y muy acusada, bastante más ancha en el tercio pistilar, con ligera cresta, surco dorsal muy marcado, con frecuencia interrumpido en la parte central, los laterales bien acusados, y caras laterales rugosas, con aristas en la zona peduncular.
Su tiempo de recogida de cosecha se inicia en su maduración durante tercera decena de  julio a primera de agosto.

## Usos
Se utiliza para su consumo en fresco, para mermeladas, y en cocina.